# Graptolithen
Die Graptolithen (Schriftsteine) sind polypenähnliche koloniebildende marine Wirbellose, die heute als Unterklasse der Flügelkiemer (Pterobranchia) eingeordnet werden. Ihre einzige lebende Gattung ist Rhabdopleura.
Fossil überliefert sind nur die Wohnröhren, die einen Kammeraufbau aufweisen. Die Hemichordaten-Verwandtschaft ergibt sich aus histologischen Untersuchungen und ist so eng, dass manche Forscher (wie Wladimir N. Beklemischew) die Pterobranchia geradezu als überlebende Graptolit(h)en auffassen. Nach der Entdeckung des Pterobranchen Cephalodiscus graptolitoides, der bei Neukaledonien in großer Tiefe gefunden wurde, sind andere Wissenschaftler der Ansicht, dass die Graptolithen bei den Pterobranchen eingeordnet werden müssen, da die fossilierbaren Teile von Cephalodiscus graptolithoides einem Graptolithen zum Verwechseln ähnlich sind, während der lebende Organismus ein gewöhnlicher Pterobranche ist.
Die Lebensweise der Graptolithen war zu Beginn ihrer Stammesgeschichte sessil-benthisch. Im weiteren Verlauf ihrer Evolution entwickelten sich planktische Arten. Die Bauweise der Graptolithen wies ein Wachstum entlang einer oder mehrerer Achsen auf. Je nachdem, ob die Wohnkammern (Theken) entlang der Achsen einreihig oder mehrreihig angeordnet waren, werden Monograptiden (1 Reihe), Diplograptiden (2 Reihen) oder Phyllograptiden (4 Reihen) unterschieden. Die Kolonien hatten eine oder mehrere Achsen mit geraden oder gebogenen Wuchsformen.
Das möglicherweise einzigartige Strukturprotein (Skleroprotein, Gerüsteiweiß) dieser Tiergruppe ist das Graptin. Es ist in seinem Aufbau dem Chitin ähnlich. Erstmals beschrieben wurde es 1973 von Roman Kozłowski.
Aufgrund der zeitlich raschen Entwicklung der Klasse, ihrer weiten Verbreitung und den makroskopisch leicht erkennbaren Fossilien sind die Graptolithen vorzügliche Leitfossilien vom Oberkambrium bis ins Unterdevon. Graptolithen sind vor allem in Schiefern (Graptolithenschiefer) überliefert.

## Systematik
Die Graptolithen werden in sechs Ordnungen unterteilt:
- Dendroidea
- Tuboidea
- Camaroidea
- Stolonoidea
- Crustoidea
- Graptoloidea

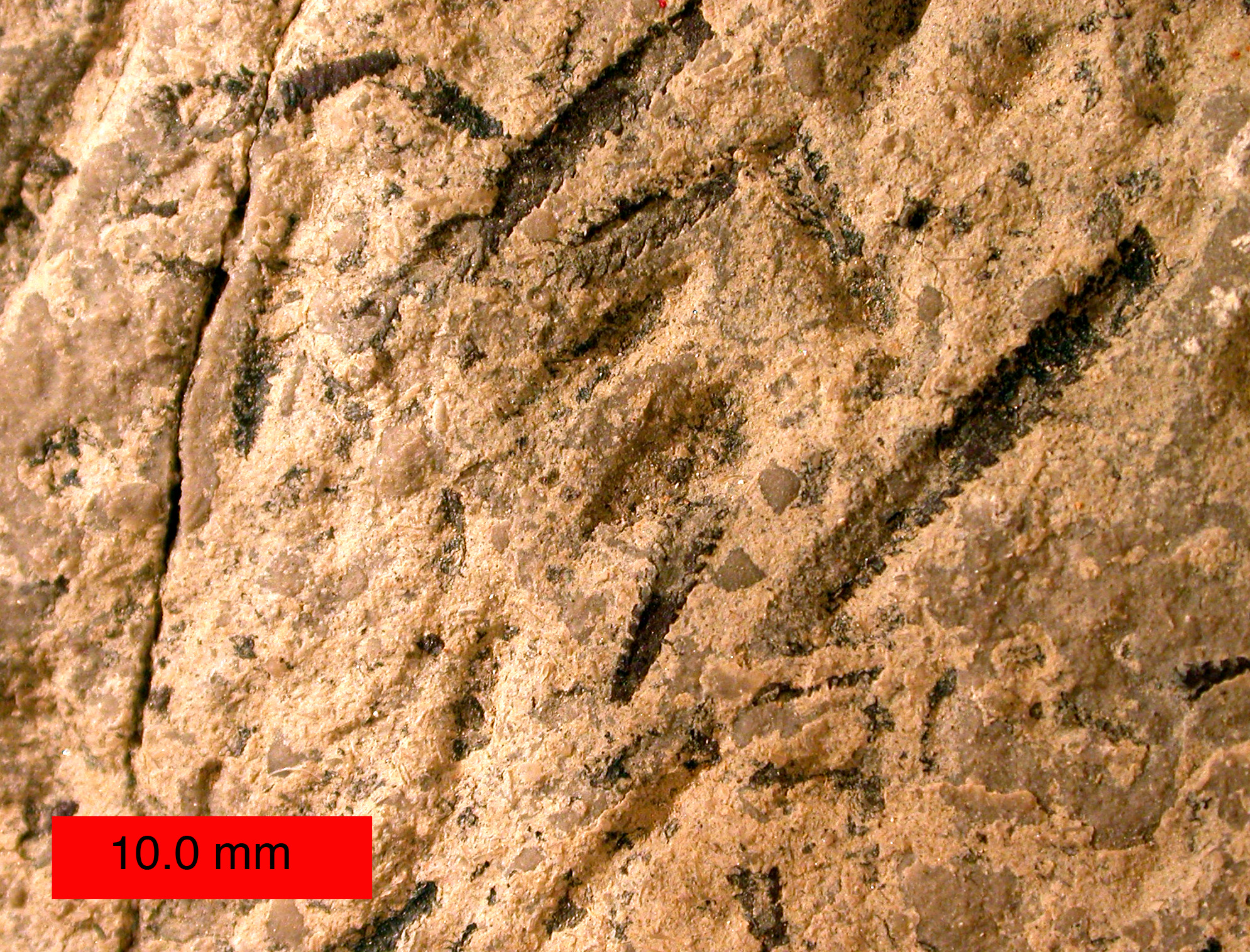
Amplexograptus
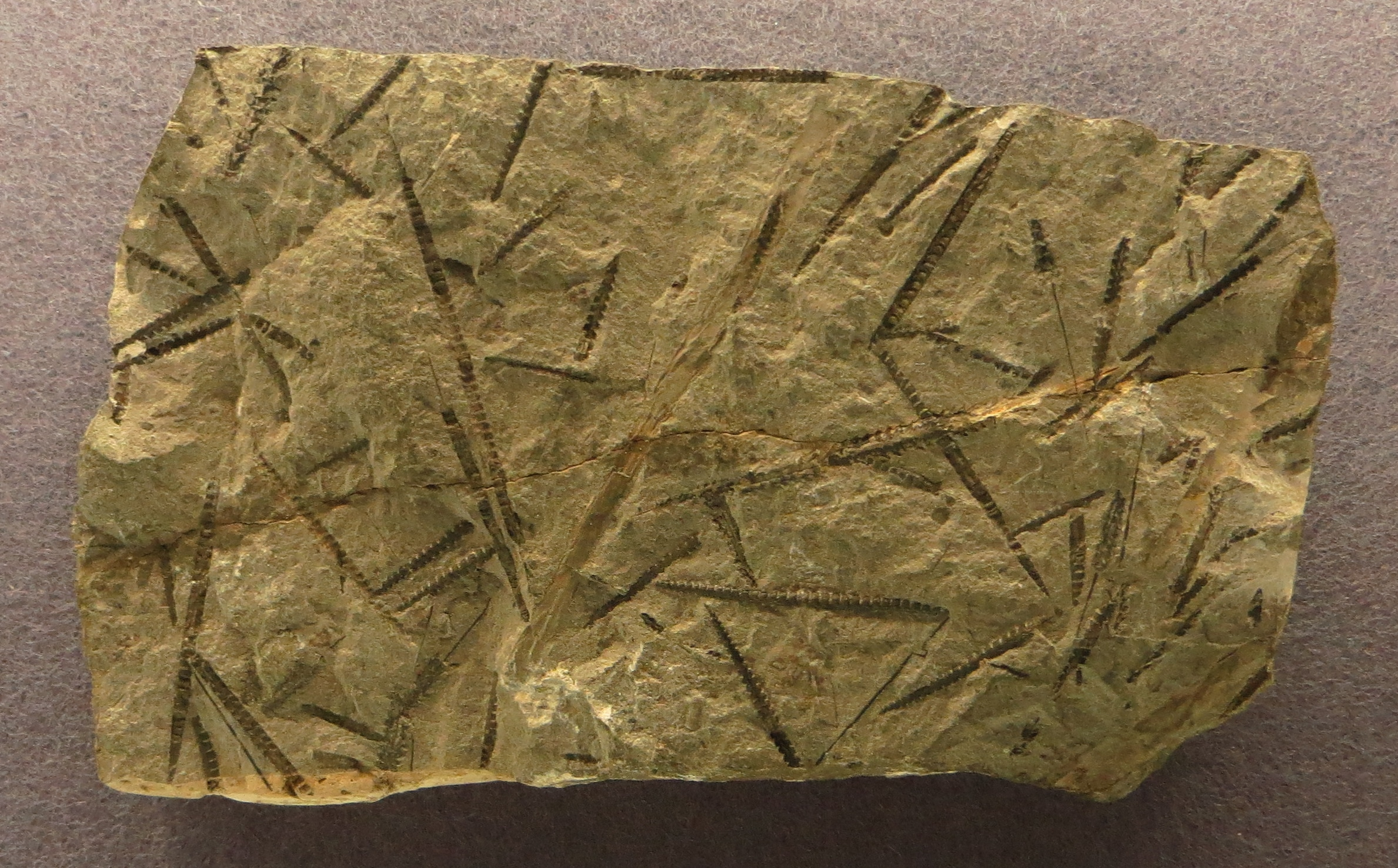
Climacograptus
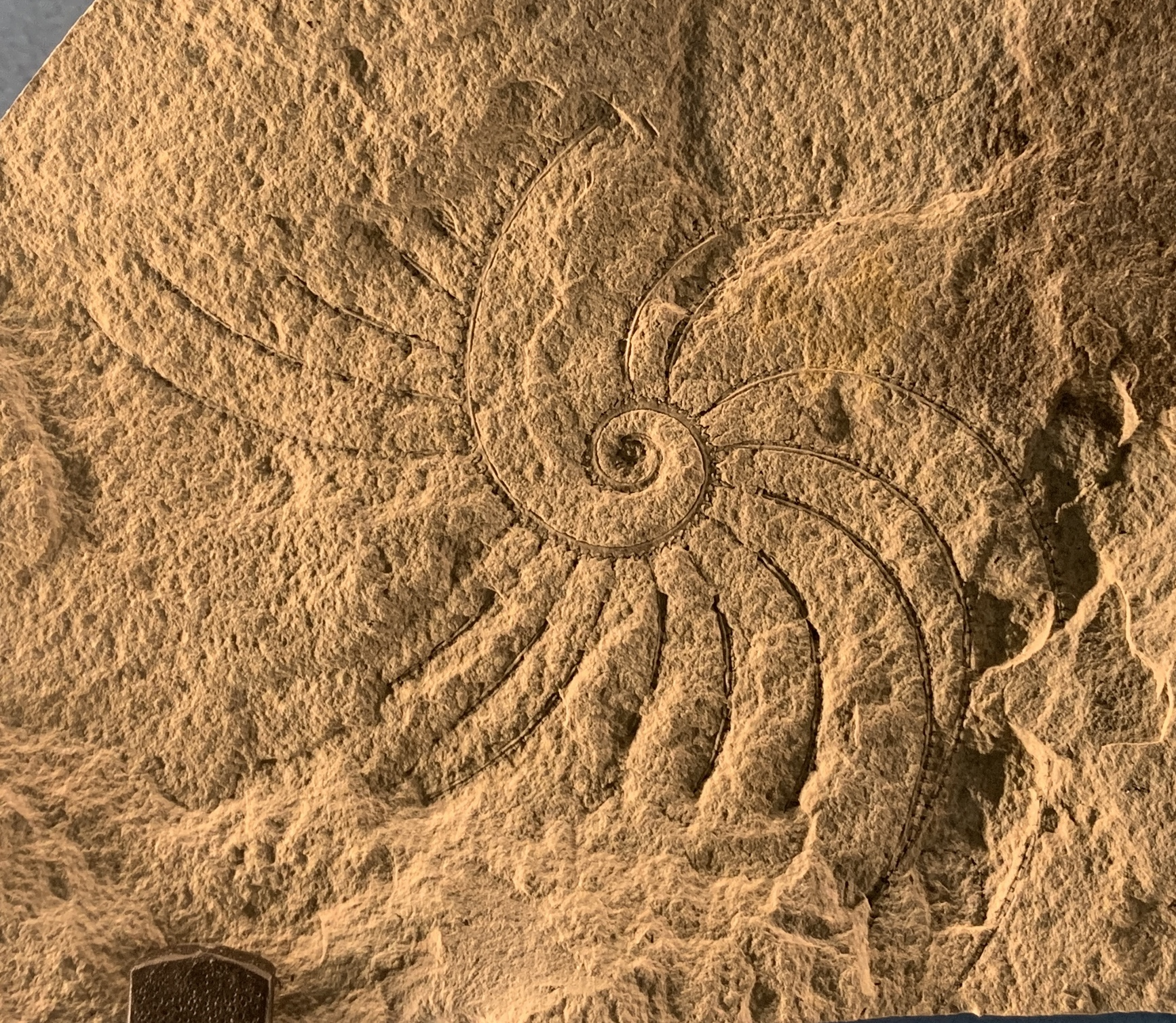
Cyrtograptus canadensis
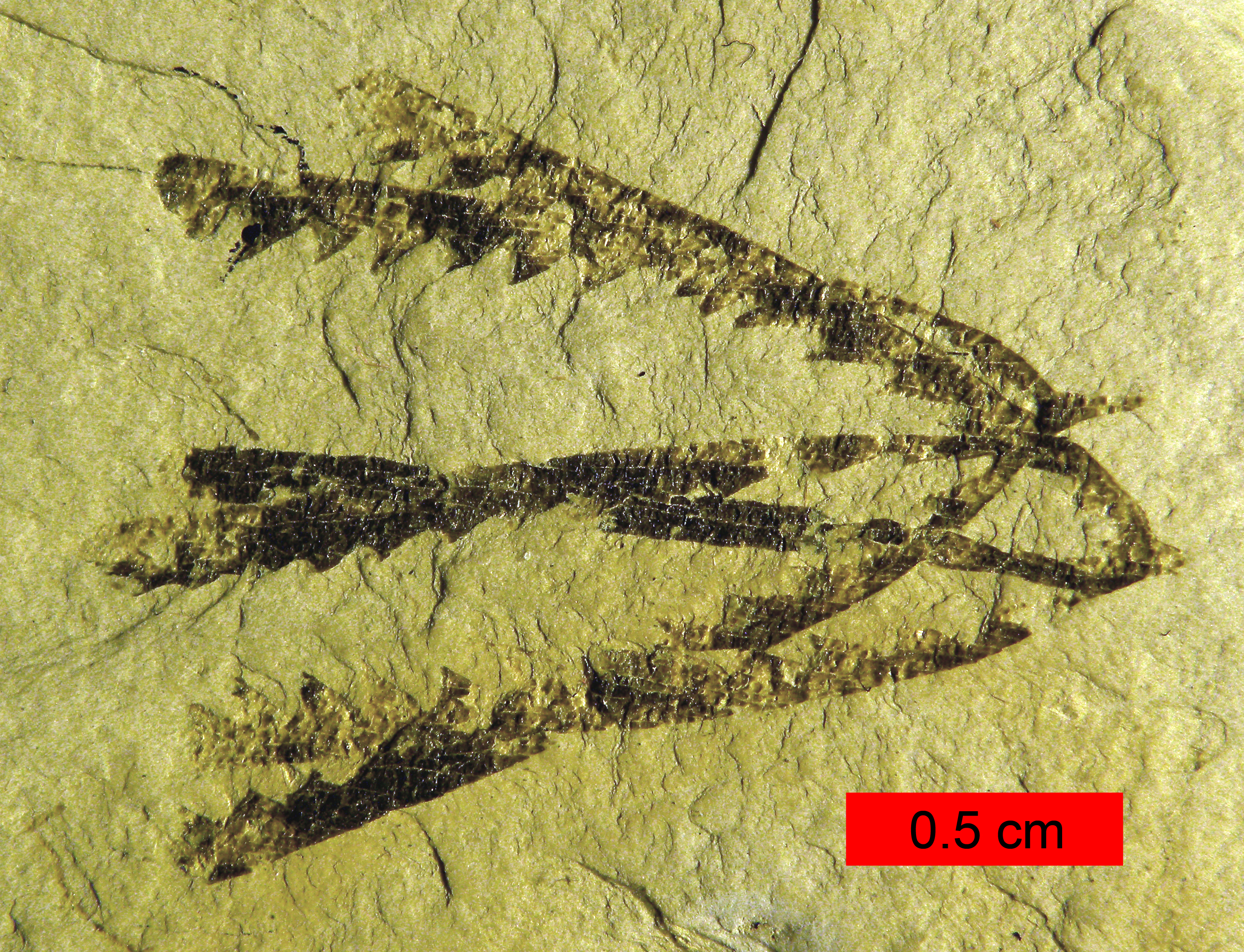
Pendeograptus fruticosus
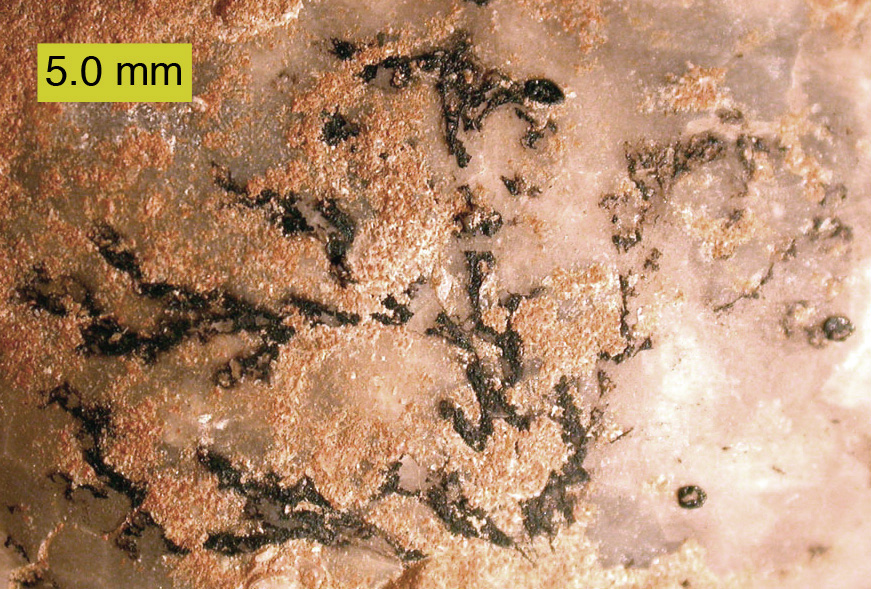
Thallograptus sphaericola